# Iresioides lineatopunctata
Iresioides lineatopunctata là một loài bọ cánh cứng trong họ Cerambycidae.